# ActRaiser
ActRaiser é um jogo eletrônico de 1990 para Super Nintendo Entertainment System. Desenvolvido pela Enix, o jogo combina side-scrolling platform game sections com seções de simuladores de planejamento urbano. Foi lançado uma continuação, ActRaiser 2, em 1993.

## Enredo

Um dos estágios de plataforma side-scrolling, mostrando uma batalha de chefe contra uma manticora.

Esse jogo conta a história de um antigo deus que acordou de um longo sono. Esse deus ( o qual não tem o nome mencionado em nenhum dos 2 jogos da série, é comumente chamado de Mestre por seus discípulos), ao acordar vê o mundo conquistado por demônios e diversos outros seres liderados por um demônio muito poderoso conhecido como Tanzra. O Mestre vê a necessidade de descer de seu Palácio Voador para a terra na tentativa de salvar as pessoas. O Mestre passa por todo o mundo, destruindo os demônios enviados por Tanzra até que sua fortaleza apareça e aconteça a batalha final na qual o destino do mundo será decidido. Na sua passagem pelo mundo, o Mestre ajudou a criar várias culturas diferentes, as quais em certos momentos do jogo, "se ajudaram" indiretamente.

## Recepção
O jogo vendeu 620 mil cópias no mundo todo, com 400 mil cópias no Japão, 180 mil nos Estados Unidos e 40 mil na Europa.
ActRaiser foi premiado com a Melhor Música em 1993 pela Electronic Gaming Monthly. Em 12 de dezembro de 2003, ActRaiser foi incluída na lista da GameSpot de melhores jogos de todos os tempos. Foi considerado o 150º melhor jogo para um sistema Nintendo na lista da Nintendo Power de Top 200 jogos.
Em 2007, a ScrewAttack colocou ActRaiser no topo da sua lista de "Top 10 Big Names That Fell Off", que listou os jogos que no passaram eram extremamente populares, pro bem ou pro mal, mas que desde então sumiram (Actraiser foi descrito como sendo popular no sentido bom). O jogo ficou em 10º na lista de Top20 jogos para SNES do site.